# Winzeln (Pirmasens)
Winzeln ist ein Stadtteil und ein Ortsbezirk von Pirmasens. Es hat 2170 Einwohner. Bis 1969 war Winzeln eine selbständige Gemeinde.

## Geografie
Der Ort liegt südwestlich der Pirmasenser Kernstadt im Zweibrücker Hügelland, das in Richtung Osten in den Pfälzerwald übergeht.
Zu Winzeln gehören zusätzlich die Wohnplätze Am Rehpfad, Forellengrund, Hollerstock, Im Buchholz, Littersbachermühle, Molkenbrunnerhof, Rehmühle und Schelermühle. Südwestlich des Ortes verläuft die Felsalb. Von rechts nimmt die den am westlichen Ortsrand entspringenden Winzlertalbach auf.

## Geschichte

### Frühe Neuzeit
Die älteste erhaltene Erwähnung von Winzeln stammt von 1534, wobei sich aus dem ursprünglichen Ortsnamen „Windeselen“ zunächst „Wentzel“ (1534) und ab 1563 „Wintzel“ bildete.
Das Dorf gehörte zur Grafschaft Zweibrücken-Bitsch und dort zum Amt Lemberg und dessen Amtsschultheißerei Gerspach. Zu Winzeln gehörten folgende Mühlen: Alte Blümelsmühle, Lichersbacher Mühle (auch: „Katzenmühle“), eine Papiermühle, die Rehmühlen und die Scheeler Mühle.
1570 verstarb Graf Jakob von Zweibrücken-Bitsch (* 1510; † 1570) als letztes männliches Mitglied seiner Familie. Das Amt Lemberg erbte seine Tochter, Ludovica Margaretha von Zweibrücken-Bitsch, die mit dem (Erb-)Grafen Philipp (V.) von Hanau-Lichtenberg verheiratet war. Ihr Schwiegervater, Graf Philipp IV. von Hanau-Lichtenberg, gab durch die sofortige Einführung des lutherischen Bekenntnisses dem streng römisch-katholischen Herzog Karl III. von Lothringen Gelegenheit, militärisch zu intervenieren, da dieser die Lehnshoheit über die ebenfalls zum Erbe gehörende Herrschaft Bitsch besaß. Im Juli 1572 besetzten lothringische Truppen die Grafschaft. Da Philipp IV. der lothringischen Übermacht nicht gewachsen war, wählte er den Rechtsweg. Beim anschließenden Prozess vor dem Reichskammergericht konnte sich Lothringen hinsichtlich der Herrschaft Bitsch durchsetzen, das Amt Lemberg dagegen – und somit auch Winzeln – wurde der Grafschaft Hanau-Lichtenberg zugesprochen.
1736 starb mit Graf Johann Reinhard III. der letzte männliche Vertreter des Hauses Hanau. Aufgrund der Ehe seiner einzigen Tochter, Charlotte (* 1700; † 1726), mit dem Erbprinzen Ludwig (VIII.) (* 1691; † 1768) von Hessen-Darmstadt fiel die Grafschaft Hanau-Lichtenberg nach dort.

### Neuzeit
Im Zuge der Französischen Revolution fiel dann der linksrheinische Teil der Grafschaft Hanau-Lichtenberg – und damit auch das Amt Lemberg und Winzeln – 1794 an Frankreich. Von 1798 bis 1814, als die Pfalz Teil der Französischen Republik (bis 1804) und anschließend Teil des Napoleonischen Kaiserreichs war, war der Ort in den Kanton Pirmasens eingegliedert und unterstand der Mairie Vinningen. 1815 hatte der Ort insgesamt 54 Einwohner. Im selben Jahr wurde der Ort Österreich zugeschlagen. Bereits ein Jahr später wechselte Winzelnn in das Königreich Bayern.
Ab 1818 war der Ort Bestandteil des Landkommissariat Pirmasens, das 1862 in ein Bezirksamt umgewandelt wurde.
1939 wurde Fehrbach in den Landkreis Pirmasens (ab 1997 Landkreis Südwestpfalz) eingegliedert. Nach dem Zweiten Weltkrieg wurde die Gemeinde innerhalb der französischen Besatzungszone Teil des damals neu gebildeten Landes Rheinland-Pfalz.
Im Zuge der ersten rheinland-pfälzischen Verwaltungsreform wurde Winzeln am 7. Juni 1969 in die kreisfreie Stadt Pirmasens eingemeindet.

## Religion

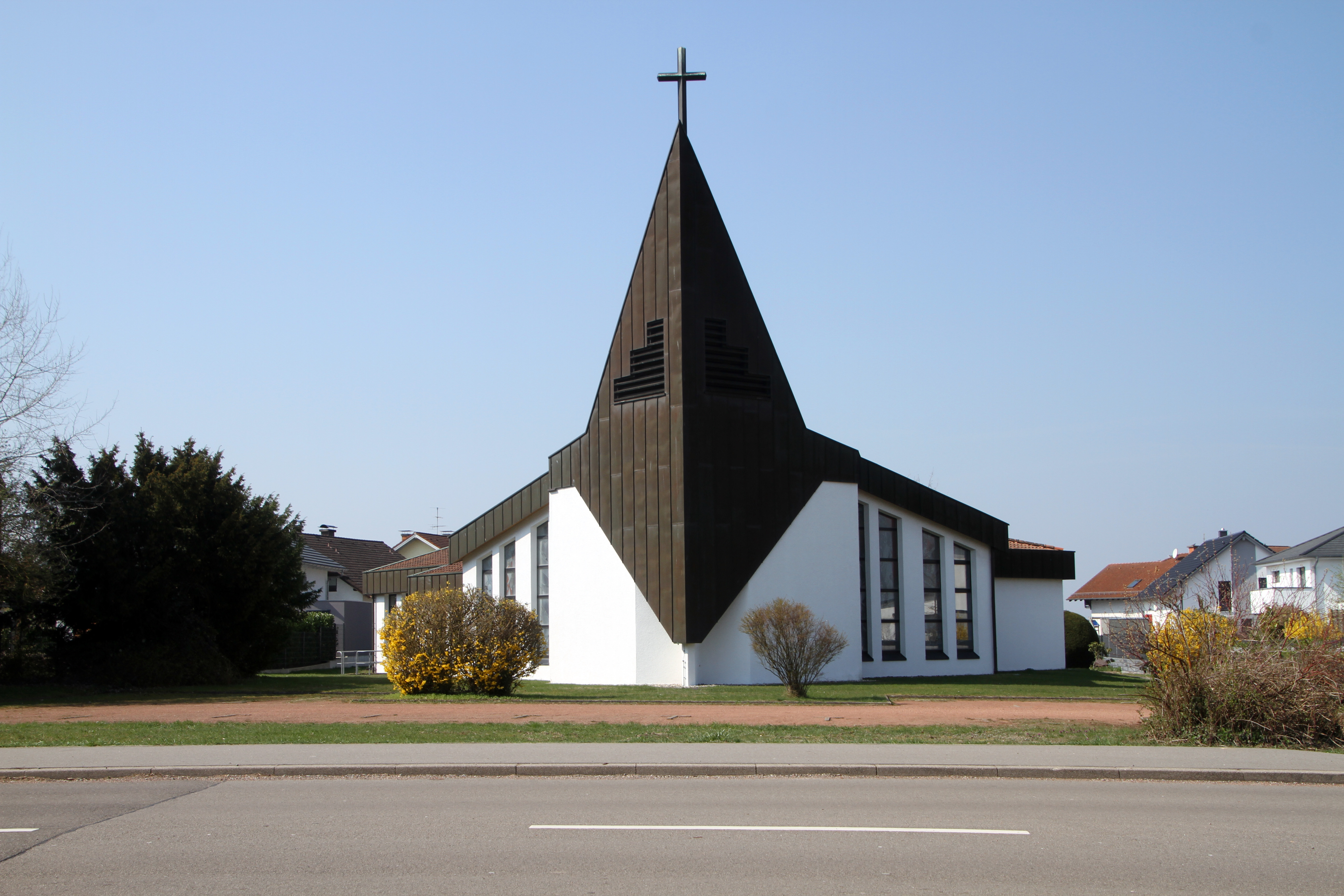
Katholische Kirche Sel. Rupert Mayer

Neben der 1933 errichteten evangelischen Dietrich-Bonhoeffer-Kirche existiert seit 1988 die zeltförmig gebaute katholische Kirche Sel. Rupert Mayer.

## Politik

### Ortsbeirat
Für den Stadtteil Winzeln wurde ein Ortsbezirk gebildet. Dem Ortsbeirat gehören neun Beiratsmitglieder an, den Vorsitz im Ortsbeirat führt die direkt gewählte Ortsvorsteherin. Traditionell war die SPD im Ort stärkste Partei, verlor diese Position aber bei der Kommunalwahl am 9. Juni 2024.
Für weitere Informationen zum Ortsbeirat siehe die Ergebnisse der Kommunalwahlen in Pirmasens.

### Ortsvorsteher
Die Ortsvorsteherin von Winzeln ist seit 2004 Heidi Kiefer (SPD). Sie wurde bei der Direktwahl am 26. Mai 2019 mit einem Stimmenanteil von 51,81 % wiedergewählt. Bei der Direktwahl am 9. Juni 2024 trat sie nicht erneut an.
Neuer Ortsvorsteher wird nach der Wahl am 9. Juni 2024 Tobias Semmet (CDU). Er gewann mit 51,3 % gegen Gernot Gölter (FWB).

### Wappen
| Wappen von Winzeln | Blasonierung: „Von Grün und Gold geteilt, oben ein schreitendes, rotgezämtes silbernes Ross, unten drei gestürzte rote Sparren.“ |
| Wappen von Winzeln | Die Sparren verweisen auf die einstige Zugehörigkeit zur Grafschaft Hanau                                                        |

## Kultur

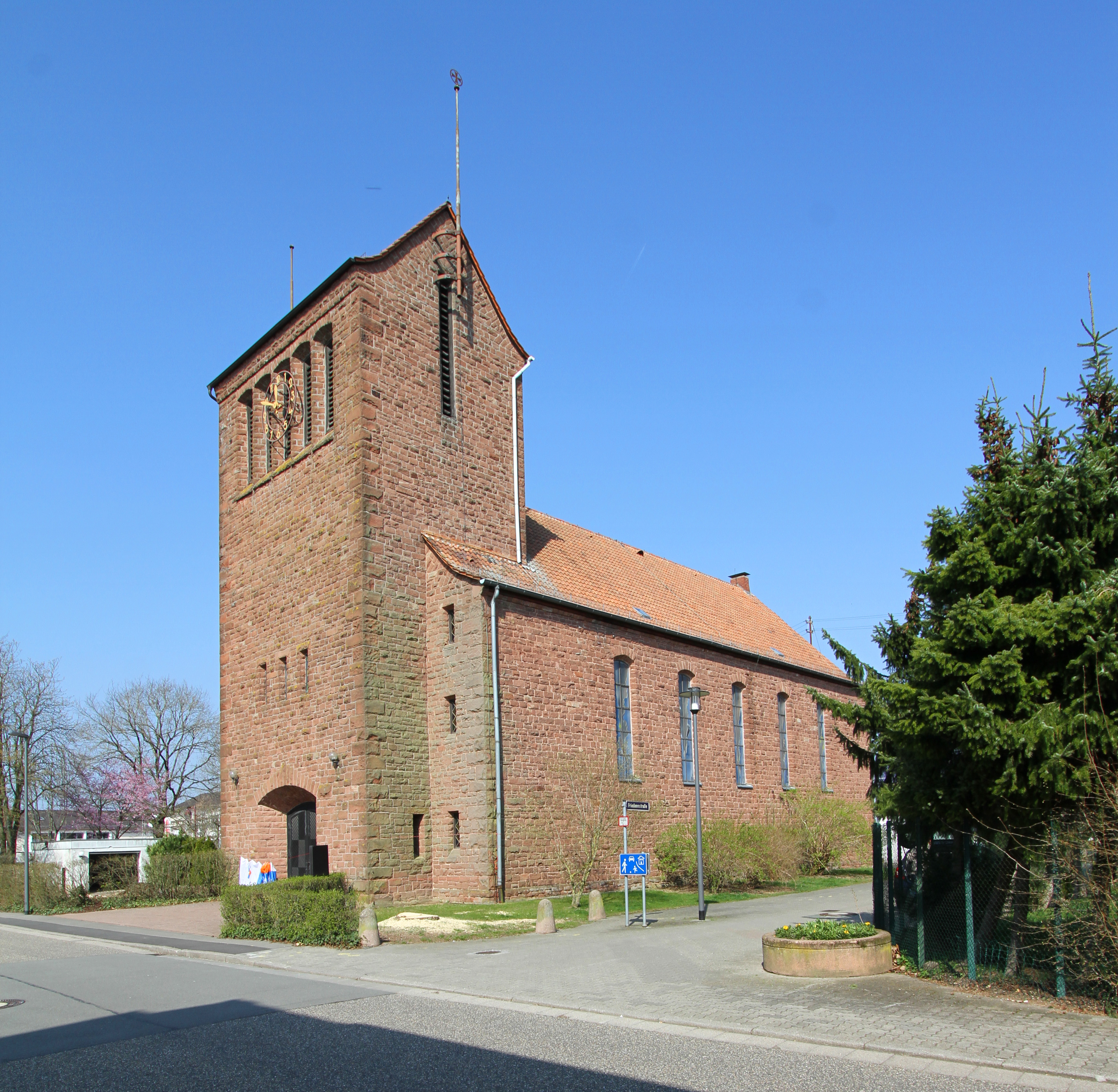
Denkmalgeschützte evangelische Kirche

### Kulturdenkmäler
Vor Ort befinden insgesamt vier Objekte, die unter Denkmalschutz stehen, darunter die evangelische Kirche. Letztere verfügt über eine Hitler-Glocke.

### Natur
Mit dem Hummelsfelsen existiert vor Ort ein Naturdenkmal.

## Wirtschaft und Infrastruktur

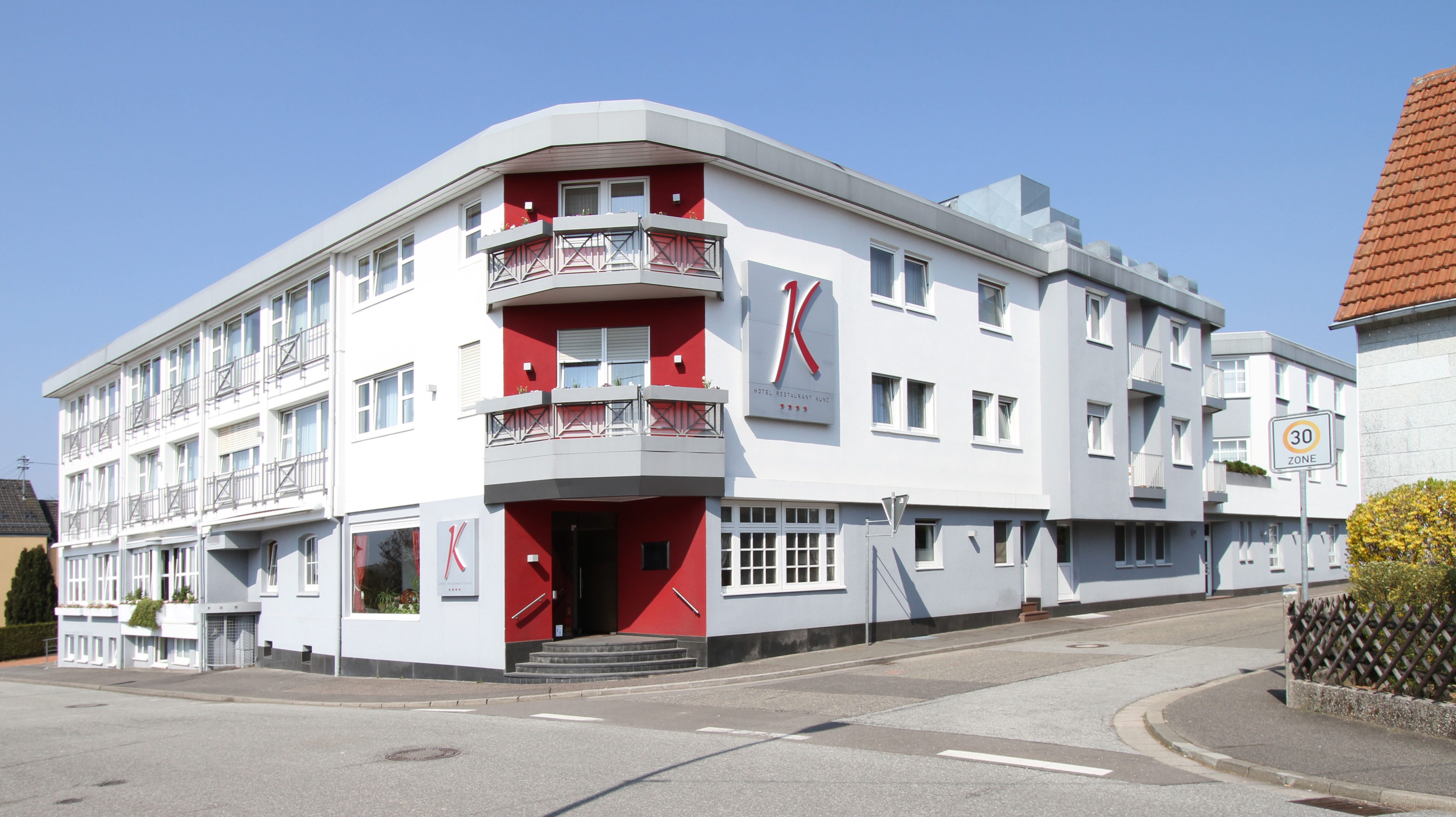
Hotel Kunz in Winzeln

### Wirtschaft
In Winzeln ist die Wasgau Produktions & Handels AG ansässig.

### Verkehr
Winzeln ist über die von den Stadtwerken Pirmasens betriebene Buslinie 203 an den öffentlichen Personennahverkehr angebunden.
Mitten durch den Ort verläuft die Landesstraße 482, die eine Verbindung mit der Pirmasenser Kernstadt sowie Vinningen herstellt. Seit Eröffnung der Landesstraße 600 im Jahr 2007 besitzt Winzeln eine eigene Auf- und Abfahrt an der Autobahn 8.

### Tourismus
Nördlich des Siedlungsgebiets befindet sich die vom Pfälzerwald-Verein betriebene Stockwaldhütte.

## Söhne und Töchter
- Gottfried Weitzel (1835–1884), Generalmajor in den USA